# Симонс, Вальтер
Вальтер Симонс (нем. Walter Simons; 24 сентября 1861 — 14 июля 1937) — немецкий юрист и политик. Будучи председателем Верховного суда, в соответствии с Веймарской конституцией исполнял обязанности Рейхспрезидента Германии в 1925 году.

## Биография
Вальтер Симонс прошел обучение на юриста у адвоката Рудольфа Зома, что сказалось на его гуманистическом и лютеранско-пиетистском мировоззрении. Закончив изучение истории, философии, экономики и права в Страсбурге, Лейпциге и Бонне в 1882 году, он начал карьеру правового референта, а в 1893 году принял судейство в Фельберте. В 1905 году Симонс работал в главном аппарате управления (министерства) юстиции Германии, в 1911 году перешел в управление иностранных дел. В октябре 1918 года стал управляющим Рейхсканцелярией в правительства Макса Баденского. В 1919 году  он стал главой немецкой делегации на Парижской конференции, но ушел в отставку, не приняв Версальского договора.
С 25 июня 1920 по 4 мая 1921 года Симонс был беспартийным министром иностранных дел в коалиционном (Центр, Народная партия, Демократическая партия) правоцентристском правительстве Ференбаха, в этом качестве Симонс представлял Германию на конференциях в Спа (июль 1920) и Лондоне (март 1921).
С 1922 по 1929 год Симонс был президентом Имперского суда (находился в Лейпциге). Эта должность по конституции давала право исполнять обязанности Рейхспрезидента в случае его смерти или при других обстоятельствах, когда сам президент не может отправлять свои обязанности (статья 51). Вальтер Симонс являлся исполняющим обязанности рейхспрезидента после кончины Фридриха Эберта и последовавшего через 12 дней отказа рейхсканцлера Ганса Лютера исполнять эти обязанности, до принятия присяги новым президентом Паулем фон Гинденбургом 12 мая 1925 года. Кандидатуру на выборы президента он не выставил. В 1929 году он подал в отставку с поста президента Имперского суда и стал преподавать в Лейпциге международное право.
Убеждённый лютеранин, Вальтер Симонс был в 1925—1933 годах президентом Евангелическо-Социального Конгресса (ESK).
Умер в Бабельсберге (ныне Потсдам) в 1937 году.

## Награды
- 1931 Adlerschild des Deutschen Reiches (Eagle Shield of the German Empire)